# Panthéon de Saburtalo
Le Panthéon de Saburtalo (Georgien : საბურთალოს საზოგადო მოღვაწეთა პანთეონი) est un cimetière de Tbilissi, en Géorgie, où certaines personnalités de la culture et des sciences sont inhumées mais également de nombreux sportifs et notamment d'anciens footballeurs.
Ce panthéon a été fondé durant les années 1970. 

## Personnalités enterrées dans ce cimetière
- Leila Abashidze
- Kakhi Asatiani
- Giorgi Dzotsenidze
- Aleksi Inauri
- Ipolite Khvichia
- David Kipiani
- Slava Metreveli
- Boris Paichadze
- Giorgi Sanaia
- Zurab Sotkilava
- Baadur Tsuladze